# On the Move
On the Move – debiutancki singel holenderskiego DJ–a Barthezza, wydany w 2001 roku przez Universal Music Group.

## Lista utworów
- CD maxi-singel (23 kwietnia 2001)[2]

1. „On the Move” (Radio Edit) – 3:33
2. „On the Move” (Original Mix) – 8:06
3. „On the Move” (DuMonde Mix) – 6:13
4. „On the Move” (Tommy Pulse Remix) – 6:10
5. „On the Move” (Barthezz Rocks the Club Mix) – 6:07

## Teledysk
Do utworu powstał teledysk.

## Pozycje na listach
| Państwo           | Lista (2001–2002)   | Najwyższa pozycja |
| ----------------- | ------------------- | ----------------- |
| Szwajcaria        | Top 100 Singles     | 8                 |
| Holandia          | Single Top 100      | 9                 |
| Hiszpania         | Top 20 Singles      | 8                 |
| Dania             | Track Top-20        | 8                 |
| Belgia (Flandria) | Ultratop 50 Singles | 10                |
| Niemcy            | Top 100 Singles     | 11                |
| Austria           | Singles Top 75      | 15                |
| Wielka Brytania   | Singles Top 200     | 18                |
| Francja           | Top 100 Singles     | 43                |